# Allianz Riviera
Allianz Riviera es el estadio de fútbol de la ciudad francesa de Niza. Es sede oficial del equipo de fútbol Olympique Gymnaste Club de Nice Côte d'Azur (OGC Niza) de la Ligue 1, sustituyendo como tal al anterior estadio Stade du Ray.
Sus obras comenzaron a partir del mes de julio de 2006 realizando las excavaciones y el 6 de agosto de 2011 se empezó a construir el estadio a cargo del arquitecto francés Jean-Michel Wilmotte, y finalmente su apertura se produjo el 5 de septiembre de 2013 donde se acogieron la 7º edición de los Juegos de la Francofonía.
El estadio tiene capacidad para albergar a 35 000 espectadores, su orientación es de norte-sur, su tierra mide 131 yardas en 73 y forma parte de la categoría número cuatro de la Regulación de infraestructuras de los estadios de la UEFA. El Estadio acogió varios de los partidos de la Eurocopa 2016.

## Eventos

### Eurocopa 2016
- El estadio albergó cuatro partidos de la Eurocopa 2016.
| Fecha               | Selección #1 | Resultado | Selección #2      | Ronda                 | Espectadores |
| ------------------- | ------------ | --------- | ----------------- | --------------------- | ------------ |
| 12 de junio de 2016 | Polonia      | 1 - 0     | Irlanda del Norte | Primera fase, Grupo C | 33 742       |
| 17 de junio de 2016 | España       | 3 - 0     | Turquía           | Primera fase, Grupo D | 33 409       |
| 22 de junio de 2016 | Suecia       | 0 - 1     | Bélgica           | Primera fase, Grupo E | 34 011       |
| 27 de junio de 2016 | Inglaterra   | 1 - 2     | Islandia          | Octavos de final      | 33 901       |

### Copa Mundial Femenina de Fútbol de 2019
- El estadio albergó seis partidos de la Copa Mundial Femenina de Fútbol de 2019.
| Fecha               | Selección #1 | Resultado        | Selección #2 | Ronda                 | Espectadores |
| ------------------- | ------------ | ---------------- | ------------ | --------------------- | ------------ |
| 9 de junio de 2019  | Inglaterra   | 2 - 1            | Escocia      | Primera fase, Grupo D | 13 188       |
| 12 de junio de 2019 | Francia      | 2 - 1            | Noruega      | Primera fase, Grupo A | 34 872       |
| 16 de junio de 2019 | Suecia       | 5 - 1            | Tailandia    | Primera fase, Grupo F | 9354         |
| 19 de junio de 2019 | Japón        | 0 - 2            | Inglaterra   | Primera fase, Grupo D | 14 319       |
| 22 de junio de 2019 | Noruega      | 1 - 1 (4-1 pen.) | Australia    | Octavos de final      | 12 229       |
| 6 de julio de 2019  | Inglaterra   | 1 - 2            | Suecia       | Tercer lugar          | 20 316       |